# 超合金Z
超合金Z（ちょうごうきんゼット）は、永井豪の漫画およびそれを原作とするアニメ『マジンガーZ』に登場する架空の合金。主人公が搭乗する巨大ロボット・マジンガーZの装甲に用いられた。なお、本項では「マジンガーシリーズ」に登場する関連合金についても併せて記述する。

## 作中設定
マジンガーZの開発者・兜十蔵博士が発見した新元素ジャパニウムから成るジャパニウム鉱石は、富士火山帯の地層からのみ採掘される架空の鉱物であり、超合金Zはこれより生成される特殊合金である。鋼鉄より軽く、その硬度・耐久力・耐熱性などは、既存のあらゆる金属をはるかに上回り、優れた堅牢さを誇る（『マジンガーZ』TVシリーズ第1話）。
永井豪の漫画版では超合金Zの前段階でグレードの劣る合金Zが存在し、アフロダイＡの装甲、構造材に用いられていたとされるが、TVアニメ版には合金Zを経て超合金Zが開発されたという設定や経緯が無く、アフロダイＡは超合金Z製である（第41話）。
なお超合金Zには光子力エネルギーを発生・放出するという特徴がある。耐用時間の限界を越えるとそれができなくなり、装甲材に使用したメカは運用に支障をきたす。このため劇中でマジンガーZがエネルギーの消耗を起こし、装甲の超合金Zをすべて交換する必要に迫られる事態に陥ったことがある。このエネルギー不足の状態のままで使用を続けると、メカがオーバーヒートを起こし爆発してしまう危険性がある。（以上、『マジンガーZ』TVシリーズ第54話）
その後、マジンガーシリーズの制作に伴い、強化版合金も登場した。『グレートマジンガー』では性能改良版の超合金N（ニュー）Zが登場した。グレートマジンガーの装甲に用いられ、後にマジンガーZも装甲をこの合金に換装されたとされるが、TVアニメ本編や放映当時の雑誌記事においてそのような説明は一切ない（詳細は『マジンガーZ』の登場メカの項を参照）。TV版マジンガーシリーズの事実上の第3作『UFOロボ グレンダイザー』では、異星の技術であるグレンダイザーの装甲材・宇宙合金グレンを再現できなかった地球側（宇宙科学研究所）は、地球製スペイザー（ダブルスペイザーなど）の製作に、超合金N（ニュー）Zを使用している。
TVシリーズと世界観が繋がっていないが、『マジンカイザー』では超合金ニューZα（ゼットアルファ）が登場。これは、マジンカイザーの初出典であるゲーム『スーパーロボット大戦F完結編』において、マジンガーZに強力なゲッター線を照射した結果の変異物とされていたが、ゲームとは無関係の独立した作品として製作された『マジンカイザー』OVAシリーズでは、特にその製法は解説されていない。のちにOVA『マジンカイザー 死闘!暗黒大将軍』においては、無重力の工房（第二光子力研究所）で精錬したことで超合金ニューZαの完成度が高まり、衛星軌道上からの落下の衝撃にも無傷という破格の防御力をマジンカイザーに与えた。
他にも、企画段階で終わったTV版マジンガーシリーズ幻の第3作「ゴッド・マジンガー」では、弓教授が光子力をしのぐ反陽子エネルギーを開発し、その反陽子エネルギーを超合金Zに長時間照射する事でさらに強度を増した超合金GZが、新マジンガー（ゴッド・マジンガー）の装甲材に使われるという設定だった。

## 超合金 (玩具)
なお、1970年代から80年代には男子玩具としてロボットの形に鋳造した亜鉛ダイカストの玩具が超合金という触れ込みで販売され、プラスティックとは異なる質感や重量感から人気となった。